# Claire Hamilton
Claire Hamilton (n. 31 ianuarie 1989, Lockerbie⁠(d), Scoția, Regatul Unit) este o jucătoare de curl ce a reprezentat Scoția, medaliată olimpică. A participat la o ediție a Jocurilor Olimpice (2014) în care a câștigat o medalie de bronz.

## Participări
Lista de mai jos prezintă principalele competiții la care a participat Claire Hamilton de-a lungul carierei.
- kiorling na zimnih Olimpiiskih igrah 2014 (jenșciinî)[*]